# Avenella
Avenella es un género de plantas perennes de la familia de las gramíneas.

## Descripción
Las especies del género tienen reproducción sexual y reproducción asexual.

## Distribución y hábitat
Este género se distribuye en Europa, África, Asia, Australasia, Oceanía, América del Norte, América del Sur y la Antártida. Crece de forma extensa en zonas templadas y circumpolares del hemisferio norte, así mismo, se encuentra en las áreas montañosas de los trópicos en África y Asia y en la parte sur de América del Sur.

## Taxonomía
El género fue descrito por Mathias Joseph Bluff y tanto validado como publicado por Salomon Thomas Nicolai Drejer en Flora Excursoria Hafniensis 24: 32, en 1838.

#### Etimología
Avenella: nombre genérico que hace referencia a las espigas de las plantas del género, similares a las del género Avena. Es la combinación de este último nombre con el sufijo latino ella; "diminutivo".

## Especies
Comprende 2 especies  y 8 subespecies aceptadas:
- Avenella flexuosa (L.) Drejer, 1838
  - Avenella flexuosa subsp. afromontana (C.E.Hubb.) Veldkamp, 2015
  - Avenella flexuosa subsp. corsica (Tausch) Holub, 1988
  - Avenella flexuosa subsp. flexuosa
  - Avenella flexuosa subsp. iberica (Rivas Mart.) Valdés y H.Scholz, 2006
  - Avenella flexuosa subsp. ligulata (Stapf) Veldkamp, 2015
  - Avenella flexuosa subsp. maderensis (Hack. y Bornm.) Veldkamp, 2015
  - Avenella flexuosa subsp. mairei (Sennen) F.Albers ex Veldkamp, 2015
  - Avenella flexuosa subsp. stricta (Willk. y Lange) Veldkamp, 2015
- Avenella foliosa (Hack.) Rivas Mart., Lousã, Fern.Prieto, E.Días, J.C.Costa y C.Aguiar, 2002